# 712 pr. n. št.
Stoletja: 9. stoletje pr. n. št. - 8. stoletje pr. n. št. - 7. stoletje pr. n. št.
Desetletja: 760. pr. n. št. 750. pr. n. št. 740. pr. n. št. 730. pr. n. št. 720. pr. n. št. - 710. pr. n. št. - 700. pr. n. št. 690. pr. n. št. 680. pr. n. št. 670. pr. n. št. 660. pr. n. št.
Leta: 717 pr. n. št. 716 pr. n. št. 715 pr. n. št. 714 pr. n. št. 713 pr. n. št. - 712 pr. n. št. - 711 pr. n. št. 710 pr. n. št. 709 pr. n. št. 708 pr. n. št. 707 pr. n. št.

## Dogodki
- Kralj Nikomed I. Bitinijski ustanovi Nikomedijo